# Epectinaspis moreletiana
Epectinaspis moreletiana är en skalbaggsart som beskrevs av Blanchard 1851. Epectinaspis moreletiana ingår i släktet Epectinaspis och familjen Rutelidae. Inga underarter finns listade i Catalogue of Life.